# TT122
La tombe thébaine TT 122 est située à Cheikh Abd el-Gournah, dans la nécropole thébaine, sur la rive ouest du Nil, face à Louxor en Égypte.
C'est la sépulture d'Amenhotep (Jmn-htp(w)) et d'Amenemhat (Jmn-m-h3.t), deux surveillants durant le règne Thoutmôsis III (XVIIIe dynastie).
Le père d'Amenhotep est inhumé dans la tombe TT 83 et son frère dans la TT 61.